# Иванченко, Евгений Иванович
Евгений Иванович Иванченко (бел. Яўген Іванавіч Іванчанка; 27 июня 1943 — 3 ноября 2023) — советский и белорусский спортсмен, тренер и педагог; Мастер спорта СССР (1962), Заслуженный тренер Белорусской ССР (1976), Заслуженный тренер СССР (1981); доктор педагогических наук (1993), профессор (1995) — специалист в области теории и методики физического воспитания и спортивной тренировки.

## Биография
Годы жизни - 27.06.1943 - 03.11.2023. 
Родился 27 июня 1943 года в городе Глазове Удмуртской АССР, куда его семья была эвакуирована из Белоруссии в годы Великой Отечественной войны. В 1945 году вернулись в Минск.
В 1961 году поступил в Белорусский институт физической культуры (ныне Белорусский государственный университет физической культуры). Одновременно занимался плаванием — был чемпионом и рекордсменом Белорусской ССР в плавании на 100 и 200 метров брассом (в 1962—1965 годах).
Через год после его окончания стал преподавать на кафедре плавания этого же вуза. В 1966—1967 годах был тренером Спортивного клуба армии Белорусского военного округа. В 1973 году Иванченко окончил аспирантуру Государственного центрального института физической культуры в Москве. В 1975—1984 годах был тренером сборной команды СССР по плаванию. С 1989 года работал в Белорусском государственном университете физической культуры, где в 1995—2003 годах был его первым проректором. Автор около 200 научных работ, в числе которых более 20 учебно-методических пособий для спортсменов и тренеров.
Е. И. Иванченко подготовил ряд известных спортсменов-пловцов, включая Эльвиру Василькову, которая впоследствии тоже стала тренером. Среди его учеников были также Наталья Струнникова и Ирина Герасимова.

## Награды
- Был награждён Грамотой Верховного Совета БССР (1976), Грамотой Совета Министров Республики Беларусь (1997), а также Грамотами и благодарностью Министерства спорта и туризма Республики Беларусь и Национального олимпийского комитета Республики Беларусь.
- Также был удостоен знаков «Отличник образования Республики Беларусь» (2003) и «За развитие физической культуры и спорта в Республике Беларусь» (1998 и 2013).
- Медаль «За трудовое отличие» (1980).